# Ахалі Нічбісі
Ахалі Нічбісі (груз. ახალი ნიჩბისი) — село в Грузії.
За даними перепису населення 2014 року в селі проживає 624 особи.